# Han Jiawei
Han Jiawei (sinh ngày 10 tháng 8 năm 1949) là một nhà khoa học máy tính nổi tiếng trong lĩnh vực khai phá dữ liệu.
Ông hiện là giáo sư ở khoa Khoa học máy tính tại Đại học Illinois ở Urbana-Champaign. Trước đó ông là giáo sư tại trường Khoa học máy tính tại Đại học Simon Fraser. Năm 2003 ông được bổ nhiệm làm thành viên danh dự của Hiệp hội khoa học máy tính (Association for Computing Machinery - ACM) .

## Công trình khoa học
- Data Mining: Concepts and Techniques, 2nd edition (Khai phá dữ liệu: các khái niệm và kĩ thuật, lần in thứ hai) (với Micheline Kamber), trong loạt sách của Morgan Kaufmann về Các hệ thống quản trị dữ liệu, Jim Gray, nhà xuất bản Morgan Kaufmann, tháng 3 năm 2006. ISBN 1-55860-901-6